# Homoeocera papalo
Homoeocera papalo là một loài bướm đêm thuộc phân họ Arctiinae, họ Erebidae. Nó chỉ được biết đến ở một khu vực rất giới hạn ở bang Oaxaca của México, tại khu vực cao.
Chiều dài cánh trước là 20–21 mm.